# Lamecha Girma
Lamecha Girma (født 26. november 2000) er en etiopisk atlet.
Han repræsenterede Etiopien ved sommer-OL 2020 i Tokyo, hvor han tog sølv i 3000 m forhindringsløb.